# Haarlemmertrekvaart
Le Haarlemmertrekvaart est un canal de la Hollande-Septentrionale.
Jusqu'à la première moitié du XVIIe siècle, le principal itinéraire par voie navigable pour relier Amsterdam à Haarlem empruntait l'IJ. L'itinéraire par la route passait, jusqu'au début du XVIe siècle, par Sloten et Vijfhuizen. Après la destruction et l'inondation de cette route par les eaux du Haarlemmermeer, le seul itinéraire par la route restant était la Spaarndammerdijk étroite et sinueuse.
En 1631, les conseils municipaux d'Amsterdam et de Haarlem décidèrent la construction d'un canal de halage entre les deux villes. Ce fut le premier canal de halage de la Hollande ; en Flandre, ce type de canal existait déjà.
On a creusé le canal en ligne droite entre la Porte de Haarlem (Haarlemmerpoort) à Amsterdam et la Porte d'Amsterdam (Amsterdamse Poort) à Haarlem. En 1632, les travaux du Haarlemmertrekvaart furent achevés ; le service régulier entre les deux villes était désormais assurés par un ensemble de bateaux de halage.
Le long du canal de halage, un chemin de halage fut aménagé. Dès 1762, ce chemin fut empierré ; ce fut le début de la Haarlemmerweg (Route de Haarlem). Désormais, on disposait de nouveau d'un bon itinéraire par la route.
Dans les Pays-Bas du XVIIe et du XVIIIe siècle, le bateau de halage fut le moyen de transport le plus confortable, le plus régulier et le plus sûr. Sauf en période de gel, les services étaient interrompus, le reste de l'année, la desserte était fréquente. À mi-chemin entre les deux villes, le canal était interrompu par les écluses d'évacuation des eaux de l'Agence de l'Eau du Rijnland. À cet endroit, où les voyageurs devaient descendre et changer de bateau, naissait rapidement un hameau avec plusieurs auberges. C'était le début du village de Halfweg.
Après l'ouverture de la ligne de chemin de fer reliant Amsterdam à Haarlem en 1839, le service de bateaux de halage ne fut pas interrompu immédiatement. Quelques années après, la concurrence du train s'avérait être trop forte (à cause de la vitesse supérieure), et on cessa la desserte par bateau. 
De nos jours, le canal n'est plus guère utilisé pour la navigation. Il sert essentiellement à l'évacuation des eaux des polders environnants.